# Karl Ekman
Karl Ekman (Turku, 18 de diciembre de 1869-Helsinki, 4 de febrero de 1947) fue un pianista, arreglista y crítico musical finlandés casado con la soprano Ida Morduch. Su hijo, de igual nombre, es un conocido historiador en su país.

## Biografía
Era hijo del también músico (cantante) Berndt Ludvig Ekman y de Charlotta Nyström. Estudió lengua alemana y estética en la Universidad de Helsinki entre 1889 y 1892. Estudió piano en Turku con Vivika Ekman, a la cual no le unía ningún vínculo familiar a pesar de su apellido. Otros de sus profesores en el Conservatorio de Helsinki fueron Ferruccio Busoni, William Dayes, Richard Faltin y Martin Wegelius. 
Entre 1892 y 1895 prosiguió sus estudios en Berlín, donde sus profesores de piano y composición fueron Hans Barth y Albert Becker, así como Alfred Grünfeldin en Viena. También enriqueció sus estudios algún tiempo en París y Roma.
De regreso a su país fue profesor de piano en el Conservatorio de Helsinki  y entre 1912 y 1920 director de la Asociación de Música de Turku, en su ciudad natal
Al mismo tiempo era crítico musical para el periódico Hufvudstadsblabet y en la capital finlandesa se encargó durante años de organizar conciertos sinfónicos y de música de cámara. Junto a esto también fue el director del Teatro Sueco.
Es considerato uno de los más grandes concertistas de piano de su país y en 1895 contrajo matrimonio con Ida Morduchin, junto a la cual realizó varias giras, por los países vecinos, pero también por otros más lejanos como España y Portugal.
Además de trabajos más canónicos, también arregló y publicó numerosas obras de folk finlandés.
También hizo arreglos para Jean Sibelius, con el cual realizó en una ocasión un concierto de música de cámara, en Ekenäs en 1891. 